# Hyundai Amco
Hyundai Amco é uma companhia empreiteira sul coreana, subsidiaria do grupo Hyundai.

## História
Foi estabelecida em 2002, em Seul.